# قرار مجلس الأمن التابع للأمم المتحدة رقم 1842
قرار مجلس الأمن التابع للأمم المتحدة رقم 1842 المتخذ بالإجماع في 29 أكتوبر 2008.

## القرار
جدد مجلس الأمن لمدة عام آخر حظر الأسلحة وحظر تجارة الماس في كوت ديفوار، وكذلك العقوبات محددة الهدف التي تقيد سفر الأفراد الذين يهددون عملية السلام في الدولة الواقعة في غرب إفريقيا.
وباتخاذ القرار 1842 (2008) بالإجماع، قال المجلس إنه سيستعرض تلك التدابير، التي كان من المقرر أن تنتهي في 31 تشرين الأول / أكتوبر، بعد إجراء انتخابات رئاسية حرة ونزيهة وفي ضوء التقدم الأخير المحرز في تنفيذ الخطوات الرئيسية في اتفاق واغادوغو، الذي أنهى الصراع الذي قسم كوت ديفوار بين الشمال الذي يسيطر عليه المتمردون والجنوب الذي تسيطر عليه الحكومة منذ عام 2002.
وكرر المجلس مطالبته بأن تتيح جميع الأطراف الإيفوارية الوصول دون عوائق إلى فريق الخبراء المنشأ لرصد العقوبات، ومدد ولاية ذلك الفريق لمدة عام آخر. وحث جميع الأطراف الإيفوارية على التعاون بنشاط أكبر مع فريق الخبراء وتزويده بالمعلومات والوثائق التي يطلبها.
طُلب من الأمين العام أن يحيل إلى مجلس الأمن، من خلال لجنة العقوبات التابعة له، المعلومات التي جمعتها عملية الأمم المتحدة في كوت ديفوار بشأن توريد الأسلحة والمواد ذات الصلة بالبلد.
وشدد المجلس على استعداده لفرض تدابير محددة الهدف ضد الأشخاص الذين ثبت أنهم يشكلون خطرا على عملية المصالحة الوطنية في كوت ديفوار، وكذلك ضد أولئك الذين يهددون حقوق الإنسان هناك.

## روابط خارجية
- نص القرار في undocs.org